# Баксан (дорожный разъезд)
Бакса́н — дорожный разъезд в Майском районе республики Кабардино-Балкария. Входит в состав муниципального образования «Городское поселение город Майский»

## География
Дорожный разъезд расположен в северной части Майского района, вдоль Северо-Кавказской железной дороги. Находится в 3 км к северу от районного центра — Майский и в 48 км к северо-востоку от города Нальчик.
Граничит с землями населённых пунктов: Майский на юге и Сарское на севере.
Населённый пункт расположен на наклонной Кабардинской равнине, в равнинной зоне республики. Средние высоты составляют 205 метров над уровнем моря. Рельеф местности представляют собой в основном волнистую предгорную равнину.
Климат умеренный. Лето жаркое и полузасушливое. Абсолютный максимум в августе достигает +40°С. Зима мягкая и длится около трех месяцев. Морозы непродолжительные, минимальные температуры очень редко снижаютс ниже −15°С. Среднегодовое количество осадков составляет около 600 мм. Основное количество осадков выпадает в период с апреля по июнь.

## История
Образована как станция при железнодорожной ветке Котляревская—Прохладная. Железная дорога разделяет населённый пункт на две части.

## Население
| 2002 | 2010 | 2021 |
| ---- | ---- | ---- |
| 46   | ↘30  | ↘20  |

Национальный состав
По данным Всероссийской переписи населения 2002 года, 39 % населения разъезда составляли турки, 35 % — русские.
Поло-возрастной состав
По данным Всероссийской переписи населения 2010 года:
| Возраст     | Мужчины, чел. | Женщины, чел. | Общая численность, чел. | Доля от всего населения, % |
| ----------- | ------------- | ------------- | ----------------------- | -------------------------- |
| 0 — 14 лет  | 2             | 3             | 5                       | 16,7 %                     |
| 15 — 59 лет | 7             | 10            | 17                      | 56,7 %                     |
| от 60 лет   | 4             | 4             | 8                       | 26,6 %                     |
| Всего       | 13            | 17            | 30                      | 100,0 %                    |

Мужчины — 13 чел. (43,3 %). Женщины — 17 чел. (56,7 %).
Средний возраст населения — 38,3 лет. Медианный возраст населения — 32,5 лет.
Средний возраст мужчин — 44,8 лет. Медианный возраст мужчин — 35,0 лет.
Средний возраст женщин — 33,4 лет. Медианный возраст женщин — 30,0 лет.

## Транспорт
В населённом пункте находится железнодорожный остановочный пункт на линии «Гудермес» — «Прохладная», открытый в 1936 году.

## Примечание
1. 1 2  Итоги Всероссийской переписи населения 2020 года (по состоянию на 1 октября 2021 года)
2. ↑  Численность населения Кабардино-Балкарской Республики по сельским населённым пунктам по итогам ВПН-2002
3. ↑  Численность населения КБР в разрезе населённых пунктов по итогам Всероссийской переписи населения 2010 года
4. ↑  Коряков Ю. Б.. База данных «Этно-языковой состав населённых пунктов России». Дата обращения: 4 июня 2020. Архивировано 27 марта 2020 года.
5. ↑  База микроданных Всероссийской переписи населения 2010 года. Дата обращения: 15 ноября 2015. Архивировано из оригинала 9 июня 2014 года.
6. ↑  Численность населения КБР по итогам Всероссийской переписи населения 2010 года. Дата обращения: 22 августа 2016. Архивировано из оригинала 24 июня 2016 года.
7. ↑  Архангельский А. С., Архангельский В. А. Железнодорожные станции СССР : Справочник : в 2 т.. — М. : Транспорт, 1981. — Т. 1. — С. 37. — 368 с. — 100 000 экз.